# Freiklettern

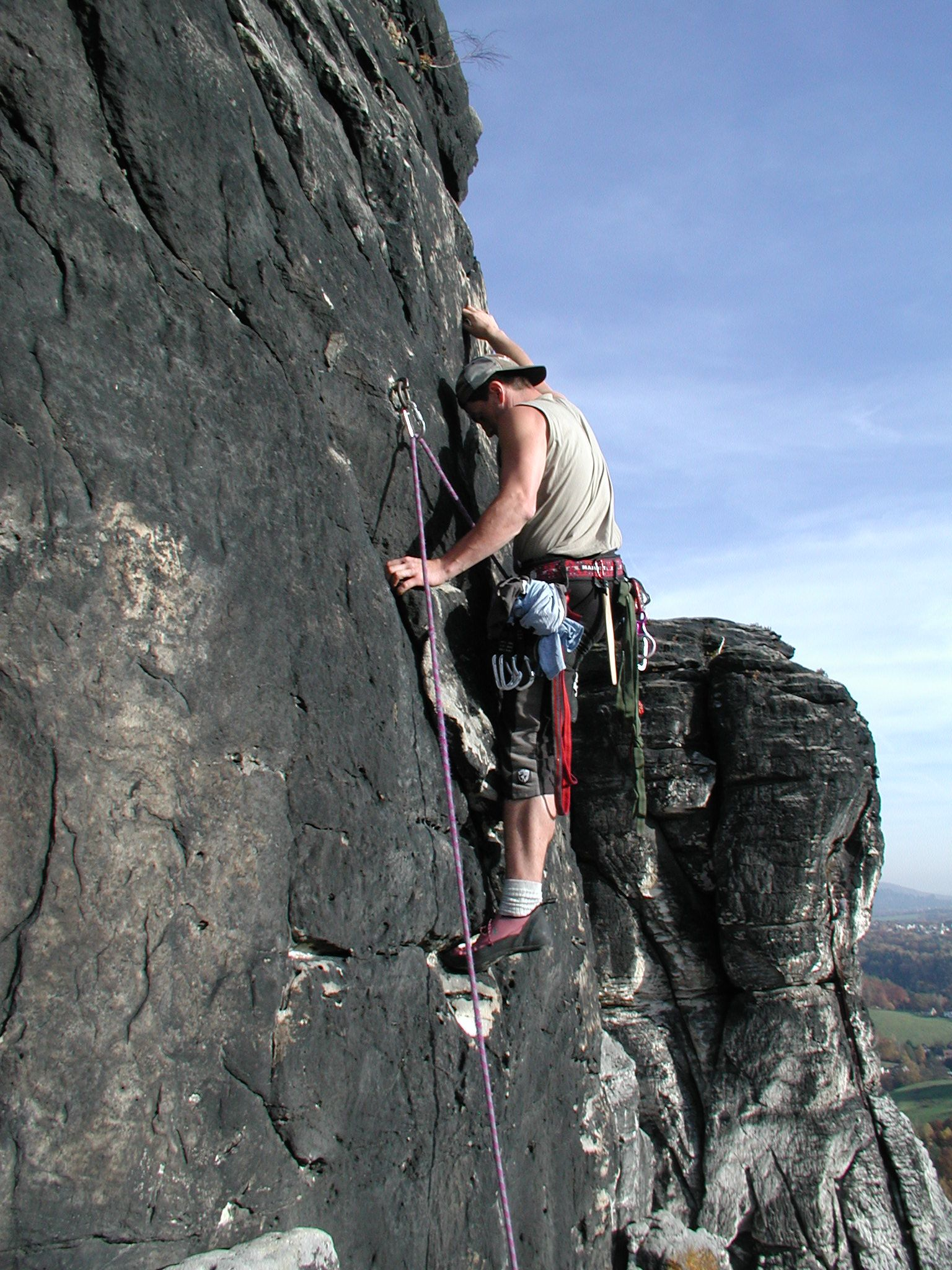
Kletterer in der Sächsischen Schweiz

Unter Freiklettern versteht man das Klettern an Felsen oder Kunstwänden, bei dem nur Hände und Füße zur Fortbewegung verwendet werden. Künstliche Hilfsmittel sind zur Fortbewegung nicht erlaubt. Zum Freiklettern zählen das Sportklettern mit dem dazugehörigen Bouldern sowie das traditionelle sächsische Freiklettern und das Freiklettern im Rahmen des alpinen Kletterns.
Mit Ausnahme des selten praktizierten Free Solokletterns dürfen bei allen anderen Formen des Freikletterns Hilfsmittel wie Seil und Haken verwendet werden, allerdings nur zur Gewährleistung der Sicherheit und nicht als Kletterhilfe. Das „frei“ des Wortes Freiklettern bedeutet frei von technischen Hilfsmitteln zur Fortbewegung und nicht, wie oft fälschlicherweise angenommen wird, frei von Sicherungsmitteln. Von anderen Spielarten des Klettersports grenzt sich Freiklettern somit durch die konsequente Einhaltung der gängigen Kletter-Ethik ab, nach der eine Route erst dann als frei geklettert gilt, wenn diese ohne aktive Verwendung von Haken oder sonstigen Hilfsmitteln durchstiegen wurde. Hier gilt der klassische Satz wörtlich: Der Weg ist das Ziel.

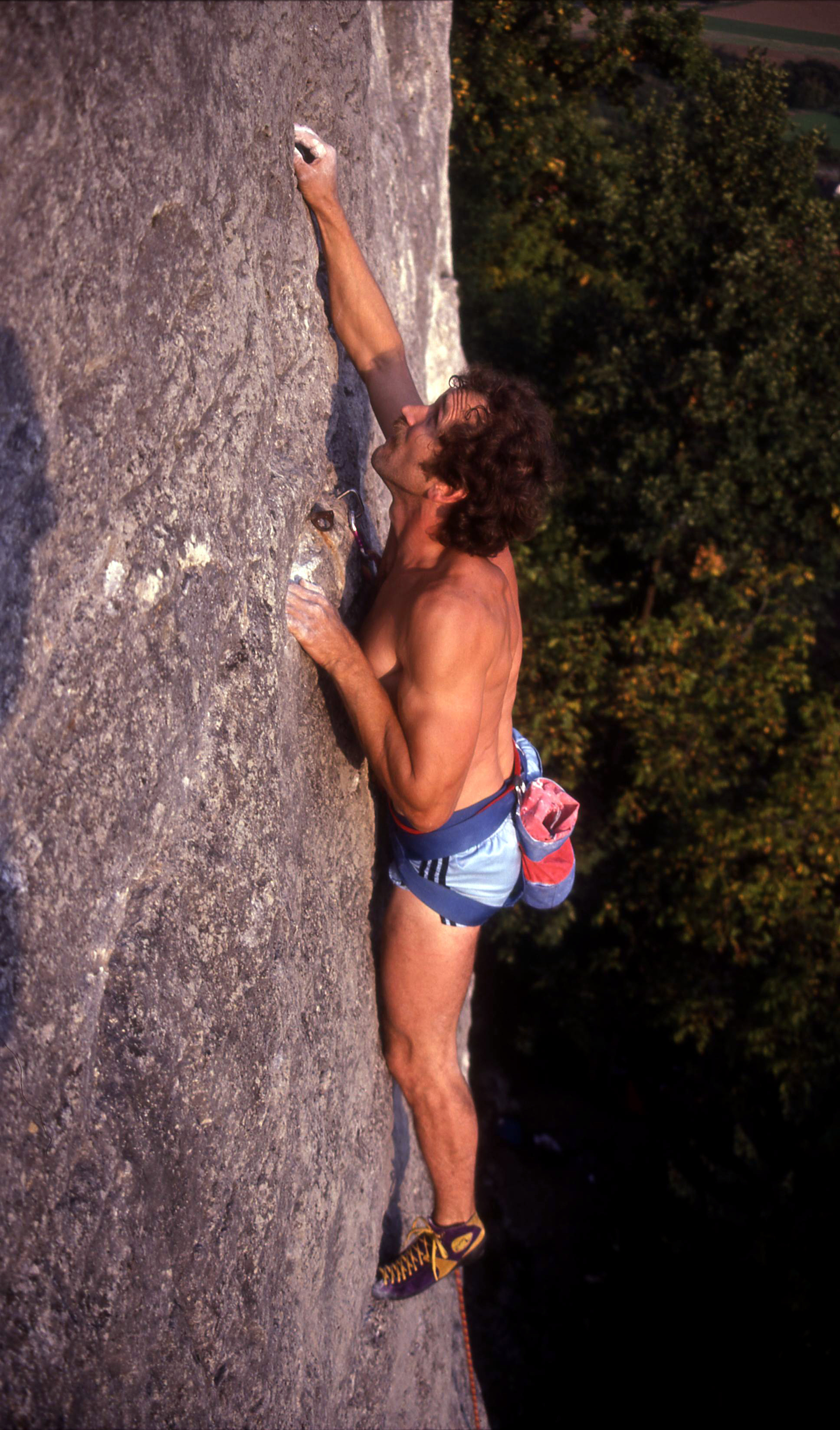
Kurt Albert klettert im Frankenjura am Felsen „Streitberger Schild“ in der Nähe von Streitberg

Bei exaktem Sprachgebrauch bezieht sich der Begriff „Freiklettern“ nur auf die Begehungsart, unabhängig von der Art der Route. Die typische Art des Freikletterns wird aber in Sportkletterrouten ausgeübt, deshalb wird Freiklettern oft als Synonym für Sportklettern benutzt.
Der Begriff Felsklettern oder Klettern ist dagegen ein Oberbegriff, der sowohl das Freiklettern wie das technische Klettern beinhaltet.

## Geschichte
Dieser Kletterstil entwickelte sich seit Ende des 19. Jahrhunderts, als versucht wurde, auf künstliche Hilfsmittel zur Gipfelbesteigung gänzlich zu verzichten, nachdem zunächst noch künstliche Hilfsmittel wie Leitern und Metallstifte verwendet worden sind.
Ein Pionier des Freikletterns in den Alpen war Paul Preuß (1886–1913). In seinem kurzen Leben vollbrachte er mehr als 1200 Fels-, Ski- und Hochtouren, davon 150 Erstbegehungen und 300 Besteigungen im Alleingang. Er lehnte sämtliche technischen Hilfsmittel beim Aufstieg sowie das Abseilen ab und vertrat das Prinzip, dass sich Kletterer bei der Fortbewegung einzig auf ihre Kenntnisse und Fähigkeiten verlassen sollen. Mit seinen Thesen löste er den Mauerhakenstreit aus.
Der erste Kletterführer mit entsprechenden Regeln wurde 1908 von Rudolf Fehrmann herausgegeben („Der Bergsteiger in der Sächsischen Schweiz“). 1913 wurden in einem Nachtrag die sächsischen Kletterregeln veröffentlicht. Diese gelten seitdem und wurden in der Sächsischen Schweiz über die Jahrzehnte beibehalten und befolgt. Diese Regeln wurden zum Teil auch in andere Gebiete (Böhmische Schweiz, Adersbach-Weckelsdorfer Felsenstadt, Český ráj, Pfalz, Battert, Zittauer Gebirge) übernommen oder dienten dort als Vorbild. 1923 erschien eine ergänzende Ausgabe erstmals mit Einteilung in sieben Schwierigkeitsgrade.
In den 1950er- und 1960er-Jahren prägte John Gill den sportlichen Aspekt des Kletterns an niederen Felsblöcken (Bouldern). Dadurch wurde, vor allem von Kletterern an den Wänden des Yosemite-Nationalparks, in den 1970er-Jahren das Klettern zu neuen Schwierigkeitsgraden vorantrieben. Dieses Kletterzentrum beeinflusste durch die dort herrschende Bergsteigerethik das Freiklettern erheblich.
Zusammen mit anderen Kletterern formulierte Claudio Barbier in den 1960er-Jahren einige Grundgedanken des Freikletterns. Vorhandene Haken sollten nicht als Griffe verwendet werden, sondern nur der Sicherung dienen. Barbier schlug zusätzlich vor, diejenigen Haken, die nicht als Griffe verwendet werden sollen, gelb anzumalen. Vor allem in belgischen- und französischen Kletterkreisen fand die Idee großen Anklang. „Gelbe“ Route (voie jaune) wurde eine Route genannt, die ohne Hakenhilfe zur Fortbewegung begangen werden sollte. Eine Route frei klettern hieß, sie „gelb“ machen (analog zum heutigen „rotpunkt“ machen).
Enzo Cozzolino wurde um 1970 durch den kompromisslosen Verzicht auf Haken als Fortbewegungsmittel zum Mitbegründer des modernen Freiklettergedankens. Er verwendete Magnesia, kletterte in Turnschuhen und machte kletterspezifisches Krafttraining. Wie später Heinz Mariacher, Reinhard Schiestl oder Darshano L. Rieser setzte er bei seinen Klettertouren auf Können, leichtes Gepäck und Schnelligkeit und kletterte wohl auch schon Stellen im Schwierigkeitsgrad VII. Cozzolino war entschiedener Gegner des Bohrhakens: „Ich behaupte, dass der Bohrhaken die wesentliche Komponente des Bergsteigens eliminiert, nämlich das Unbekannte und das Risiko. Er war der Anfang vom Ende des Bergsteigens“.
Um etwa 1970 kam das Freiklettern über westdeutsche Sportler, die im Yosemite-Nationalpark und auch in der Sächsischen Schweiz kletterten, wieder nach Deutschland und später ganz Europa zurück. Durch die Besuche bei dortigen Kletterern wie Bernd Arnold oder John Bachar hatten Kurt Albert und andere Kletterer gesehen, dass es möglich war, schwierige Wandstücke zu überwinden, ohne dabei künstliche Hilfsmittel zur Fortbewegung zu verwenden. In der Bundesrepublik führte vor allem Kurt Albert das Freiklettern ab 1975 mit dem Begriff des Rotpunkt-Kletterns ein. In den Jahren danach war auch der österreichische Kletterer und Bergfotograf Heinz Zak an dieser Renaissance im europäischen Raum beteiligt: er kletterte solche Routen oft selbst mit und dokumentierte sie in hoher fotografischer Qualität, so dass sie über die Fachzeitschriften bekannt wurden und ein größeres Publikum fanden. Bis dahin (1970er Jahre) wurden in Westdeutschland Kletterrouten häufig mit Hilfe von Haken, Strickleitern und ähnlichen Hilfsmitteln bewältigt, was heute technisches Klettern genannt wird. In der Sächsischen Schweiz wurde und wird es noch immer nach den alten Regeln ausgeübt, wobei sich auch dort der Rotpunkt-Gedanke durchgesetzt hat. Technisches Klettern wurde in der Sächsischen Schweiz nie akzeptiert.

## Schwierigkeitsgrade
Je nachdem, wie anspruchsvoll eine Kletterroute ist, wird sie mit einem bestimmten Schwierigkeitsgrad bewertet. Oft orientiert sich der Grad der Route an ihrer schwierigsten Stelle (der Schlüsselstelle). Schwierigkeitsbewertungen werden von den Erstbegehern vorgenommen, aber in der Folge von Wiederholern nicht selten als subjektiv empfunden, was in der Geschichte des Kletterns immer wieder zu heftigen Debatten über die „richtige“ Bewertung einer Tour geführt hat. So war beispielsweise der österreichische Kletterer Albert Precht berüchtigt für seine „harten“, von vielen als zu niedrig angesehenen Bewertungen.
In verschiedenen Ländern und Klettergebieten werden dabei unterschiedliche Schwierigkeitsskalen verwendet. In Deutschland hat sich weitgehend die UIAA-Skala durchgesetzt, die in ihrer modernen Form zwischen Freikletterschwierigkeit und technischer Schwierigkeit unterscheidet. In der Sächsischen Schweiz, im Zittauer Gebirge und im Ostharz wird weiterhin die sächsische Skala verwendet. Eine der sächsischen verwandte Skala wird in Tschechien genutzt. In den romanischsprachigen Ländern Europas sowie der Schweiz hat sich beim Sportklettern die französische Bewertung durchgesetzt. Daneben gibt es noch die amerikanischen Skalen (Yosemite Decimal System (YDS) und National Climbing Classification System (NCCS)) sowie eigene australische, brasilianische, finnische, norwegische und schwedische Skalen. Im englischen Bewertungssystem wird neben den klettertechnischen Anforderungen auch der psychischen Belastung einer Route Rechnung getragen, die Yosemite-Skala bewertet getrennt die reinen Kletterschwierigkeiten und die Gesamtanforderungen (Dauer, Anstrengung, Gefahr usw.) einer Route.
Eine vergleichende Gegenüberstellung der Schwierigkeitsskalen findet sich im Artikel Schwierigkeitsgrad.